# Strandanna pristina
Strandanna pristina är en insektsart som beskrevs av De Lotto 1969. Strandanna pristina ingår i släktet Strandanna och familjen ullsköldlöss. Inga underarter finns listade i Catalogue of Life.